# As Polacas
As Polacas é um filme brasileiro de 2025, do gênero drama dirigido por João Jardim, com roteiro de Jacqueline Vargas, Flavio Araújo e George Moura. Produzido pela Globo Filmes em parceria com a Migdal Filmes o filme estreou em 12 de dezembro 2024 nos cinemas.
Estrelado por Valentina Herszage e Caco Ciocler, o longa conta a história emocionante de uma jovem polonesa que se vê refém de uma rede de prostituição e tráfico de mulheres, enquanto luta para encontrar sua liberdade. O filme também conta com participações de  Dora Freind, Amaurih Oliveira, Otavio Muller, Erom Cordeiro e Bruce Gomlevsky nos papéis principais.

## Sinopse
Em 1917, a polonesa Rebeca (Valentina Herszage) chega ao Brasil fugindo da perseguição aos judeus, além dos horrores da guerra e da fome na Europa, com a esperança de se reencontrar com seu marido e começar uma nova vida. No entanto, ao chegar ao Rio de Janeiro, ela descobre que seu marido faleceu e, em vez de encontrar a felicidade prometida, se vê refém de uma poderosa rede de prostituição e tráfico de mulheres, chefiada por Tzvi (Caco Ciocler). Apesar das dificuldades e da transgressão de suas próprias crenças, Rebeca encontra aliadas na mesma situação e, juntas, elas lutam por sua liberdade.

## Elenco
- Valentina Herszage como Rebeca Breuer
- Caco Ciocler como Tzvi
- Dora Freind como Deborah
- Amaurih Oliveira como Isaac
- Otavio Muller como Dr. Orlando
- Clarice Niskier como Fanny
- Anna Kutner como Perla
- Erom Cordeiro como Oscar
- Bruce Gomlevsky como Moshe
- Letícia Magalhães como Hadassa